# Famille Jolly
Pour les articles homonymes, voir Jolly.
Cette page explique l’histoire ou répertorie les différents membres de la famille Jolly.
La famille Jolly est une famille de la noblesse belge originaire de Londres dont la filiation prouvée remonte à 1799.

## Origine
La famille Jolly descend d'Alexandre Jolly natif de Londres. Il avait épousé Marie-Françoise Moroy dont est issu Hubert Jolly, bâtonnier des avocats de Bruxelles.

## Membres de cette famille
- Baron André Jolly, lieutenant général, membre du Gouvernement provisoire de Belgique ;
- Baron Oscar Jolly, général major, sénateur belge.
- Vicomte Ferdinand Jolly, vicomte, lieutenant général, aide de camp du Roi Léopold II, est né à Bruxelles le 3 août 1825 et décédé dans cette même ville le 11 août 1893[2] ;
- Vicomte Hubert Jolly, lieutenant général, aide de camp des Rois Albert Ier de Belgique et Léopold III de Belgique.
- Ferdinand Jolly, ingénieur-agronome, ancien bourgmestre d'Ittre.

## Preuves de noblesse
- 30 janvier 1846 à Laeken par le roi Léopold Ier : concession de noblesse motu proprio et concession du titre de baron transmissible à la primogéniture mâle en faveur d'André-Édouard Jolly. Les armoiries enregistrées à cette occasion se blasonnent : d'argent, à la croix engrêlée de sable, au chef cousu d'or, chargé de trois quintefeuilles de gueules, au franc-canton tiercé en pal, de gueules, or et sable. L'écu sommé de la couronne de baron, et surmonté d'un heaume d'argent, fourré de sable, grillé et liseré d'or, aux bourrelet et hachements de sable et d'argent. Cimier: un lion issant d'or. Supports: deux griffons d'or. Devise: « Recte et fideliter »[3]. ;
- 7 juin 1856 à Laeken par le roi Léopold Ier : extension du titre de baron au fils cadet d'André-Édouard Jolly : Ferdinand-Joseph-Félix-Hector Jolly. Le titre se transmet à la primogéniture masculine[3] ;
- 31 décembre 1890 à Laeken par le roi Léopold II : concession du titre de vicomte transmissible à la primogéniture masculine en faveur du baron Ferdinand-Joseph-Félix-Hector Jolly[3] ;
- 30 octobre 1957 à Bruxelles par le roi Baudouin : concession du titre personnel de vicomte en faveur d'Alain-Ernest-Marie-Joseph- Ghislain Jolly, écuyer, docteur en droit[3] ;
- 30 octobre 1957 à Bruxelles par le roi Baudouin : concession du titre personnel de vicomte en faveur de Réginald-Jean-Marie-Joseph- Ghislain Jolly, écuyer[3].

## Héraldique
|  | Blasonnement : D'argent à la croix engrelée de sable à un chef d'or chargé de trois quintefeuilles de gueules et d'un franc-canton tiercé en pal de gueules d'or et de sable. Bourlet de sable et d'argent. Cimier: un lion issant d'or. Lambrequin d'argent et de sable. Supports: deux griffons d'or. Devise : « Recte et fideliter » |